# Galería James Simon

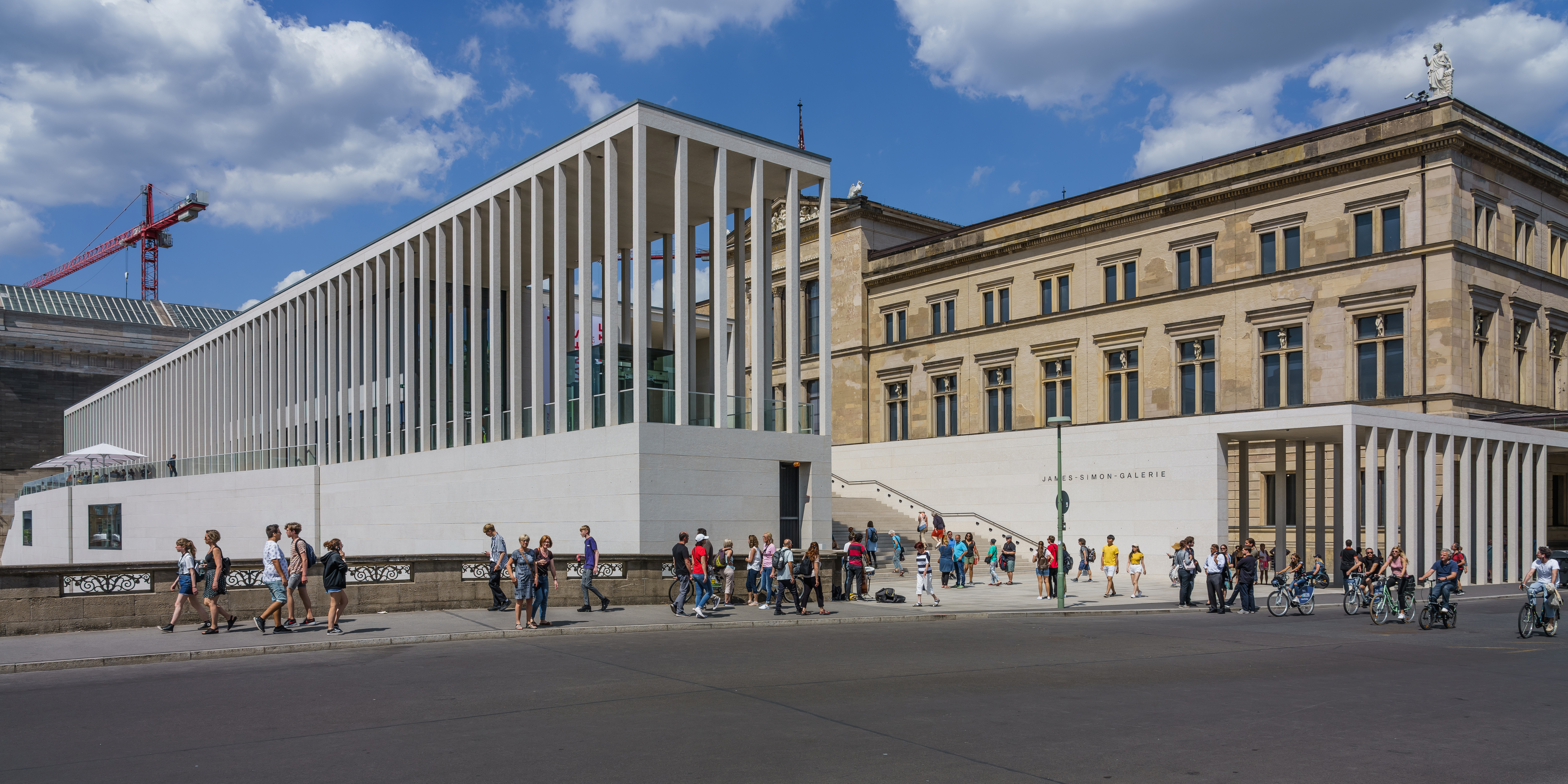
La entrada de la Galería James Simon desde la Isla de los Museos en 2019.

La Galería James Simon (en alemán: James-Simon-Galerie) es un centro de visitantes y una galería de arte situada entre el reconstruido Neues Museum y el brazo Kupfergraben del río Spree, en la Isla de los Museos de Berlín (Alemania). Fue inaugurada en 2019.
Diseñada por el arquitecto David Chipperfield, el nombre de la galería es un homenaje al mecenas del arte Henri James Simon (1851–1932), quien le dio fama mundial a los Museos Estatales de Berlín con sus generosas donaciones de obras de arte y objetos históricos. Es el sexto edificio del conjunto y se encuentra en la ubicación de la antigua Packhof diseñada por Karl Friedrich Schinkel, que fue demolida en 1938, y su diseño está inspirado en la historia de la construcción de la Isla de los Museos.

## Historia

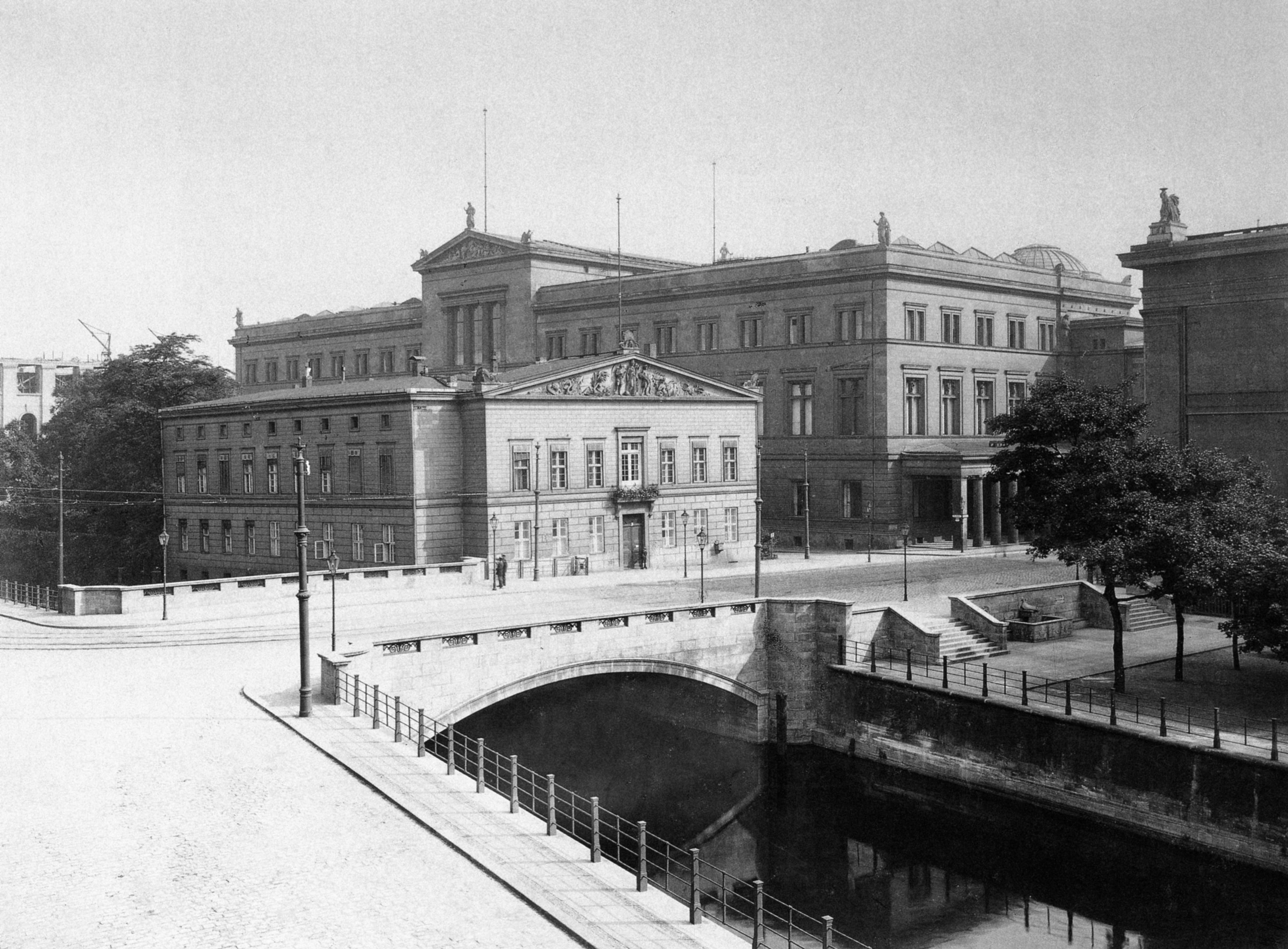
La Packhof en 1916.

Los primeros diseños de Chipperfield para la Galería James Simon consistían en cubos lisos con un revestimiento de vidrio y acero, lo que provocó varias protestas. En 2004, un comité oficial recomendó al Parlamento que el Gobierno abandonara el proyecto del edificio, lo que llevó a una extensa revisión del mismo en 2007. Tras esta revisión, el diseño del edificio de recepción consistía en un zócalo de piedra que sostiene una continuación moderna de las columnatas de Friedrich August Stüler en la Alte Nationalgalerie.
Planificada originalmente con un coste de 94 millones de dólares, el coste final del proyecto ascendió a 157 millones de dólares, fue completado en julio de 2019 y abrió al público después de una ceremonia de apertura celebrada el 13 de julio de 2019. La galería recibió 26 000 visitantes en su primer día de apertura.

## Diseño
Con una función similar a la de la Pirámide del Museo del Louvre, la Galería James Simon está diseñada para recibir a los visitantes de la isla, ofrecerles información y dirigirlos a las exposiciones incluidas en el circuito principal. Una ancha escalera conduce, tras subir tres tramos, a un nivel elevado rodeado por una hilera de setenta columnas de hormigón blanco que tienen casi 9 metros de altura pero menos de 30 centímetros de grosor. El edificio también incluye un auditorio con trescientos asientos, que tiene paredes de hormigón con pliegues acústicos, un centro multimedia, un espacio de 600 m² para exposiciones temporales, una librería, así como tiendas, cafeterías y restaurantes para toda la Isla de los Museos.